# Joseba Garmendia Elorriaga
Joseba Garmendia Elorriaga (Basauri, 4 d'octubre de 1985) és un exfutbolista basc, que ocupava la posició de migcampista. El seu darrer equip va ser la SE Formentera.

## Carrera esportiva
Format al planter de l'Athletic Club, la campanya 05/06 és convocat amb el primer equip per a un partit de la Copa Intertoto, sense arribar a debutar. L'any següent, la temporada 2006–07, debuta en el primer partit de l'any, un derbi local que acaba 1–1 contra la Reial Societat. i acaba sumant 16 partits en lliga. Durant les dues següents temporades forma part del planter de San Mamés, sent suplent; va marcar el seu primer gol en la competició el 10 de desembre de 2006, en una victòria per 4 a 2 a casa contra el Recreativo de Huelva.
L'estiu del 2009 fitxa pel CD Numancia, de Segona Divisió per dues temporades; el seu excompany a l'Athletic Iñigo Vélez el va acompanyar. Posteriorment, en el mercat d'estiu del 2011 fitxa pel Girona FC on a causa de les lesions no disposa de gaires minuts pel que no se li ofereix contracte de renovació. Després signà amb el CD Mirandés, on va patir una lesió del lligament encreuat anterior que el va tenir sense jugar durant diversos mesos.
L'1 de setembre de 2014, Garmendia fitxà pel Reial Múrcia CF, acabat de descendir a la Segona Divisió B. Va continuar competint en categories inferiors a partir d'aquell moment.